# لی هولدریج
لی هولدریج (انگلیسی: Lee Holdridge؛ زادهٔ ۳ مارس ۱۹۴۴) آهنگساز و موسیقی‌دان اهل ایالات متحده آمریکا است.
از فیلم‌هایی که وی در آنها نقش داشته‌است، می‌توان به عشق ابدی است و گرینگوی پیر اشاره کرد.
وی همچنین برندهٔ جوایزی همچون جایزه امی شده‌است.